# María Ángeles Sabor Riera
María Ángeles Sabor Riera (Buenos Aires, 25 de febrero de 1911-Buenos Aires, 26 de diciembre de 2007) fue una bibliotecaria, docente e historiadora argentina. Su obra Contribución al estudio histórico del desarrollo de los servicios bibliotecarios de la Argentina en el siglo XIX, 1810-1910, en dos volúmenes, es uno de los mayores aportes sobre la historia bibliotecológica argentina.

## Biografía
Nació en Buenos Aires, el 25 de febrero de 1911, hija de los españoles Francisco Sabor y Carmen Riera, la segunda de seis hermanas. Fue hermana de la académica Celina Sabor de Cortazar, y de Josefa Emilia Sabor, reconocida bibliotecaria.
Se recibió de Maestra Normal Nacional en la Escuela Normal n.º 3 de Maestros de Buenos Aires en 1928, prosiguió sus estudios de profesora de enseñanza secundaria, normal y especial en Historia de la Facultad de Filosofía y Letras de la Universidad de Buenos Aires donde se recibió con diploma de honor en 1934 y posteriormente de Bibliotecaria en 1956 (UBA). 
Ejerció de profesora especial de música de la Escuela Primaria n.º 15, en Buenos Aires en la década de 1920. Entre 1940 y 1960 fue maestra y vicedirectora en la Escuela Primaria n.º 6 del Consejo Escolar 8º. De 1956 a 1962 fue profesora de Historia en el Colegio Nacional n.° 13, Liceo de Señoritas n.° 2, las Escuelas Nacionales de Comercio n.° 9, 26 y 31 y regente de la Escuela Fábrica n° 34. De 1962 a 1967 enseñó Historia con dedicación exclusiva en la Escuela Superior de Comercio “Carlos Pellegrini” perteneciente a la Universidad de Buenos Aires.
Asimismo, a partir de 1967, trabajó como bibliotecaria en la organización de las bibliotecas de la Cooperadora AZIR del Instituto Nacional de Rehabilitación del Lisiado, de la Escuela Normal n.º 10, y en una biblioteca modelo para una escuela primaria en el barrio porteño de Barracas, Todas estas tareas las realizó bajo los auspicios de la Fundación Interamericana de Bibliotecología Franklin.
Recibió una beca de la Embajada de España y la Universidad de Buenos Aires para viajar a Barcelona y estudiar archivos peninsulares de Madrid, Simancas, Sevilla y de la Corona de Aragón en 1965. 
En 1966 fue miembro de la comisión asesora del concurso para promover los cargos de profesores de Historia de la Escuela Superior de Comercio “Carlos Pellegrini”. 
Falleció el 26 de diciembre de 2007 a los noventa y seis años.

## Publicaciones
Ha publicado diversos trabajos de temas históricos y bibliotecológicos:
- La verdad en torno a Lucrecia Borgia. EN: Boletín del Colegio de Graduados de la Facultad de Filosofía y Letras, Buenos Aires, 8 (24-25), 1938, p. 107-110.
- El origen de la religión [colaboradora de Clemente Ricci, director] Buenos Aires, Facultad de Filosofía y Letras-Instituto de Historia Antigua y Medieval, 1939 (Seminario de Historia de las Religiones, 5)
- Contribución al estudio histórico del desarrollo de los servicios bibliotecarios de la Argentina en el siglo XIX, 1810-1910, 2 volúmenes (152 p., 168 p.) Resistencia : Universidad Nacional del Litoral-Secretaría de Conducción Popular y Extensión Universitaria, 1974 (vol. I), 1975 (vol. II);[4][5]
- Índice analítico, Buenos Aires, Centro de Investigaciones Bibliotecológicas /Facultad de Filosofía y Letras, 1990 (Cuadernos de Bibliotecología, 11).[6]

### Contribución al estudio histórico del desarrollo de los servicios bibliotecarios de la Argentina en el siglo XIX, 1810-1910
Esta obra surge del proyecto de investigación conjunto de la UNESCO y el Centro de Investigaciones Bibliotecológicas de la Facultad de Filosofía y Letras de la Universidad de Buenos Aires (actualmente INIBI) con un plan de trabajo histórico a realizarse en dos años (1971-1972). Se ubica el problema bibliotecario dentro de su marco histórico, educacional y cultural. Incluye un relevamiento global y panorámico sobre el libro, las bibliotecas y las imprentas en Argentina. Es por ello que «la evolución de las bibliotecas se caracteriza por su impronta descriptiva e interpretativa del acontecer histórico de dichas instituciones, fundamentalmente, en el libro de Sabor Riera, que ya aporta elementos técnicos y profesionales propios de la esfera bibliotecaria.»
Como se expresa en la advertencia preliminar:

creemos haber prestado un servicio a la historia de las bibliotecas argentinas, redactando una síntesis coherente del panorama de su evolución.

El texto del primer volumen se encuentra estructurado en:
Advertencia
Época hispánica
Los libros y las bibliotecas en el territorio argentino durante los siglos XVII y XVIII
Siglo XIX: Primera década. Buenos Aires y su hegemonía cultural en el Río de la Plata
Época Independiente
La Biblioteca pública de Buenos Aires
Creación de bibliotecas entre 1810 y 1830
Próceres argentinos propulsores de bibliotecas
Desarrollo cultural entre 1820 y 1830
La época de Rosas
Conclusiones
Bibliografía consultada
El segundo volumen se compone en:
Advertencia
I. La organización nacional (1852-62)
II. La generación del 53
III. El gran impulso bibliotecario de la década del 70
IV. La era progresista y positivista de fin de siglo
V. La Biblioteca Nacional (1853-1910)
VI. Bibliotecas universitarias (1863-1910)
VII. El siglo XX
VIII Conclusiones
Bibliografía consultada
Además de su carácter histórico es una obra de consulta como repertorio bibliográfico.
Las críticas sobre este aporte son sumamante elogiosas porque es «uno de los pocos textos argentinos que registran la historia de las bibliotecas en nuestro país. Sin lugar a dudas, un invalorable aporte para el estudio de nuestra profesión que se ha convertido en fuente básica para todo emprendimiento intelectual semejante». tal como lo manifiesta Stella Maris Fernández en el obituario de Sabor Riera, entre otros autores.